# Берглер, Эдмунд
Эдмунд Берглер (нем. Edmund Bergler; 20 июля 1899, Коломыя – 6 февраля 1962, Бруклин) — родившийся в Австрии американский психолог, написавший 27 книг и 273 статьи по психологии развития детей, кризису среднего возраста, фрустрациям и гармонии брачных отношений, а также о природе гомосексуальности. Считается наиболее известным теоретиком 1950-х годов, писавшим о гомосексуальности как невротическом заболевании.

## Биография
Эдмунд Берглер родился в Коломые, в Галиции, бывшей тогда частью Австро-Венгерской империи, в еврейской семье аптекаря Александра Берглера и Эрнестины, урождённой Шапира. В 1913 семья переехала в Вену. В Первую мировую войну Эдмунд Берглер был призван на фронт. После демобилизации в 1917 г. изучал медицину в университете Вены, где специализировался в 1926 г. в качестве интерна, а с 1927 г. занялся частной практикой. Изучал психоанализ у Вильгельма Райха и Хелены Дейч в Венском институте психоаналитики. В 1928 г. принимал участие в работе Социалистического общества консультаций по вопросам сексуальных отношений и сексуальных исследований (нем. „Sozialistische Gesellschaft für Sexualberatung und Sexualforschung“), основанного Марией Фришхауф (урожд. Паппенхайм) и Вильгельмом Райхом в Вене. С 1933 по 1935 работал в качестве ведущего специалиста в клинике Венского психоаналитического союза. В 1929 году сочетался браком с Марианной Лейтнер-Блюмбергер (1897—1980), занимавшейся фотографией.
После присоединения Австрии к Германии Э. Берглер с женой в ноябре 1938 г. эмигрировал во Францию, а затем в Нью-Йорк, где продолжил свою деятельность в качестве психиатра. Гражданство США получил в 1943 г.

## Профессиональная деятельность
В последующие годы Берглер опубликовал множество материалов: порядка 27 книг, из которых 24 на английском языке, и почти 300 статей в журналах. Архив Эдмунда и Марианны Берглеров содержит также 20 оригинальных рукописей.
Широкой публике его имя стало известным благодаря публикациям в журналах Coronet, Cosmopolitan и Charm. В журнале Harper’s Bazaar в 1958 г. появился его тест-опрос «Являетесь ли Вы денежным невротиком?» Наибольшую известность принесли работы по общим темам: «Психоанализ Фрейда», «Сверх-Я», «Мазохизм и Оральная фаза», «Сексуальная холодность женщин», «Импотенция у мужчин», «Гомосексуализм даже через юмор». Главные его работы этого периода — «Basic Neurosis» (1949) и «Superego» (1952).
Берглер стал членом Американской психоаналитической ассоциации, а с 1942 г. — членом Нью-Йоркского психоаналитического общества. Вне профессиональной деятельности сохранял уединённый, отчужденный образ жизни, друзей не имел.
Берглер также преподавал в Психиатрическом госпитале Бельвю, в Cooper Union, и в Университете Цинциннати. По мнению очень немногих последователей берглеровской школы, Берглер был единственным учеником Зигмунда Фрейда, который сохранил в своих работах следы основного учения Фрейда и не создал собственной школы. Э. Берглер, несмотря на множество его сочинений, сегодня считается забытым.

## Взгляды на гомосексуальность
Хотя Зигмунд Фрейд, создатель психоанализа, считал гомосексуальность не болезнью, а задержкой сексуального развития, многие его последователи патологизировали гомосексуальность, поскольку она не вела к репродукции. Эдмунд Берглер был одним из них. 
Берглер был самым важным психоаналитическим теоретиком гомосексуальности в 1950-х годах. По словам Кеннета Льюиса, гея-психиатра, «...Берглер часто дистанцировался от центральной психоаналитической традиции, в то же время претендуя на важное место в ней. Он считал себя революционером, который изменит движение». Но ближе к концу своей жизни Берглер стал смущать многих других аналитиков.
В своей книге «Homosexuality: Disease or Way of Life?» он подробно описал свои взгляды на гомосексуальность. По его мнению, гомосексуальность является невротическим заболеванием. Берглер отрицает, что гомосексуальность вызвана гормональными или другими биологическими факторами, эдиповым комплексом или наличием доминирующей матери и слабого отца, вместо этого приписывая как мужскую, так и женскую гомосексуальность доэдиповым факторам, связанным с неразрешенным мазохистским конфликтом с матерью в самый ранний период младенчества. По мнению Берглера, гомосексуальность у мужчин отражает бессознательный страх и ненависть к женщинам. Берглер утверждает, что существует несколько различных типов гомосексуальности, каждый из которых имеет определенный клинический профиль. Берглер отвергает существование бисексуальности, утверждая, что все бисексуалы являются гомосексуалами, и критикует работу Альфреда Кинси. Он характеризует гомосексуальных мужчин как сексуально неразборчивых и утверждает, что эта неразборчивость есть результат их неудовлетворительной сексуальной жизни и мазохистской тяги к опасности. Берглер обсуждает и критикует таких писателей, как Оскар Уайльд, Герман Мелвилл, Стендаль, Марсель Пруст и Сомерсет Моэм. Он отрицает, что гомосексуалы обладают особыми художественными способностями. Берглер выступает против немедленной отмены законов против гомосексуальности, хотя он предполагает, что такие законы, возможно, могут быть отменены в будущем, если другие меры против гомосексуальности окажутся эффективными.
Книга подверглась критике за использование нерепрезентативной выборки. Подход Берглера сравнивали с социологическим исследованием «человечества», основанном на населении тюрьмы Сан-Квентин. Отвергая характеристику гомосексуалов как несчастных душ, один критик написал, что «существует бесчисленное множество гомосексуалов, которые действительно ведут счастливую, стабильную, продуктивную жизнь, богатую достижениями, лишенную навязчивых и парализующих конфликтов». По мнению другого критика, «с тех пор как он определил гомосексуальность, как болезнь, Берглер не говорил как ученый. Не объективность, а "маниакальный морализм" лежал в основе его работы». Психиатр Кеннет Льюис считал, что заявления Берглера о гомосексуалах представляют психоаналитический консенсус в то время. Он критиковал Берглера за его замкнутость и невосприимчивость к критике, приводя в качестве примера настойчивые заявления Берглера о репрезентативности его клинического опыта.

Объектами критики становились и резкие высказывания Берглера в адрес гомосексуалов. Например, он писал:
У меня нет предубеждения против гомосексуальности… [но] гомосексуалы, по сути, неприятные люди, независимо от их приятных или неприятных манер… [которые содержат] смесь высокомерия, ложной агрессии и хныканья… [Они] подчиняются, когда сталкиваются с более сильным человеком, беспощадны, когда находятся у власти, бессовестны, когда топчут более слабого человека…
Критик Фрейда Макс Шарнберг привёл часть этой цитаты в своей книге в качестве примера нехватки эмпатии и понимания человеческой природы в работах психоаналитиков. Психиатр Уильям С. Мейер, приводя эту же цитату, охарактеризовал Берглера как самого откровенного, вульгарного и вредного из тех психоаналитиков, которые выступали против гомосексуальности.
На данный момент гомосексуальность не считается болезнью ни в DSM (Диагностическом и статистическом руководстве по психическим расстройствам) от Американской психиатрической ассоциации, ни в МКБ (Международной классификации болезней) от Всемирной организации здравоохранения. Множеством крупных ассоциаций в сфере здравоохранения терапия гомосексуальности признана псевдонаучной и опасной. В отчёте Американской психологической ассоциации был сделан вывод, что теории, связывающие семейную динамику, гендерную идентичность или травму с возникновением гомосексуальности, не подтверждаются доказательствами, как и эффективность репаративной терапии. Неэффективность и потенциальная опасность репаративной терапии подтверждаются обзором и систематическим обзором исследований.

## Работы
- Вместе с Эдуардом Хичманном (Eduard Hitschmann): Die Geschlechtskälte der Frau : ihr Wesen und ihre Behandlung. Wien : Verl. d. "Ars Medici", 1934
- Talleyrand, Napoleon, Stendhal, Grabbe : psychoanalytisch-biographische Essays.  Wien : Internat. Psychoanalytischer Verlag, 1935
- Zur Psychologie des Hasardspielers, in: Imago, 22, 1936
- Die psychische Impotenz des Mannes. Bern : Huber, 1937
- Unhappy Marriage and Divorce. Einführung A.A. Brill. New York: International Universities Press, 1946
- The Psychopathology of Bargain Hunters, in: Journal of Clinical Pathology, 8, 1947, S. 623–627, übersetzt von Eva Borneman: Die Psychopathologie des Gelegenheitsjägers, in: Ernest Borneman: Psychoanalyse des Geldes : eine kritische Untersuchung psychoanalytischer Geldtheorien. Suhrkamp, Frankfurt am Main 1977, S. 336–341.
- The Battle of the Conscience. Washington, D.C.: Washington Institute of Medicine, 1948
- Divorce Won't Help. New York: Harper & Brothers, 1948
- Conflict in Marriage. New York: Harper & Brothers, 1949
- The Basic Neurosis. New York: Harper and Brothers, 1949
- The Writer and Psychoanalysis. Garden City: Doubleday and Co., 1949
- Money and Emotional Conflicts. Doubleday and Co., 1951
- Neurotic Counterfeit-Sex. New York: Grune & Stratton, 1951
- The Superego. New York: Grune & Stratton, 1952
- Fashion and the Unconscious. New York: Robert Brunner, 1953
- Kinsey's Myth of Female Sexuality: The Medical Facts. New York: Grune and Stratton, 1954
- The Revolt of the Middle-Aged Man. New York: A.A. Wyn, 1954
  - Die Revolte der Fünfzigjährigen. Aus d. Amerikan. übertr. von Alice Meyer. Zürich : Europa Verl., 1955
- Homosexuality: Disease or Way of Life. New York: Hill and Wang, 1956
- Laughter and the Sense of Humor. New York: Intercontinental Medical Book Corp., 1956
- Psychology of Gambling. New York: Hill & Wang, 1957
- Counterfeit-Sex: Homosexuality, Impotence and Frigidity. New York: Grune and Stratton, 1958
- Principles of Self-Damage. New York: The Philosophical Library, 1959
- One Thousand Homosexuals: Conspiracy of Silence, or Curing and Deglamorizing Homosexuals?. Paterson, New Jersey: Pageant Books, 1959
- Tensions Can be Reduced to Nuisances. New York: Collier Books, 1960
- Curable and Incurable Neurotics. New York: Liveright Pub. Co., 1961
- Вместе с Йостом Меерлоо (Joost Meerloo): Justice and Injustice. New York: Grune and Stratton, 1963
- Parents Not Guilty. New York: Liveright Pub. Co., 1964
- Selected papers of Edmund Bergler, M.D., 1933-1961.. New York: Grune and Stratton, 1969
- The Talent for Stupidity : The Psychology of the Bungler, the Incompetent, and the Ineffectual. 1998 ISBN 978-0-8236-6345-3